# Casseta Popular
Casseta Popular foi um tabloide humoristico brasileiro surgido no fim dos anos 1970 e com destacada atuação na imprensa escrita, rádio, televisão e música. Nos anos 1980 estabeleceu parceria com a dupla remanescente do Planeta Diário, formando o Casseta & Planeta.

## As origens
Em 1978 os alunos da UFRJ Beto Silva, Helio de la Peña e Marcelo Madureira, "cansados de aulas de cálculo e falta de mulher" no curso de Engenharia inauguraram o fanzine de humor Casseta Popular, um nome parodiando o termo "gazeta" "porque o que mais tinha na engenharia era casseta". Segundo Hélio, a inspiração surgiu no semestre anterior, vendo um excesso de colegas com engajamento político e decidindo satirizá-los com um jornal humorístico. A primeira edição, com páginas datilografadas copiadas em um mimeógrafo a álcool, teve 100 exemplares vendidos durante o intervalo, com boa aceitação pela descontração. Uma segunda edição em um encontro nacional de engenharia em Ouro Preto espalhou a Casseta em várias escolas, e levou à entrada do artista plástico Daniel Senise, que passou a colaborar com ilustrações e dando acesso à impressora off-set do centro acadêmico. Apesar de popular, não era lucrativa, com cada edição só servindo para financiar a próxima. Como era época da ditadura militar e intensa censura, o grupo assinava com apelidos para esconder suas identidades.
Após quatro edições mimeografadas, o trio decidiu em 1980 transformar a fanzine num tabloide, e para ter mais material convidaram para colaborar os amigos Bussunda, aluno de comunicação social, Claudio Manoel, também da engenharia, e Ronaldo Balassiano "Roni Bala", que acabaria virando professor. O tabloide era vendido em bares, praias e na noite do Rio de Janeiro e em meados dos anos 1980 atingiu um status cult com seu humor anárquico e irreverente, muitas vezes com sobra de palavrões, mas sempre um legítimo representante do "politicamente incorreto" antes mesmo que se viesse a falar de politicamente correto. Por exemplo, após o acidente do Voo VASP 168, que chocou-se contra uma montanha matando todos a bordo, a capa da Casseta mostrava pedaços de corpos como um quebra-cabeça com a manchete "Monte aqui seu passageiro da VASP". Segundo Marcelo, havia ocasiões em que as gráficas recusavam-se a imprimir após ver o fotolito e revoltarem com o conteúdo.
Em 1984, após publicar apenas mais quatro edições, o grupo foi surpreendido pelo surgimento de outra publicação humorística, O Planeta Diário, que ao contrário da Casseta era vendido em bancas e com grande distribuição. Um de seus fundadores, Reinaldo Figueiredo, inclusive foi abordado por Hélio enquanto trabalhava em O Pasquim em busca de apoio para a Casseta. Mas como todos se conheciam, o Planeta contava com colaboração da turma do Casseta desde seu primeiro número, o que levou à distribuição nacional os artigos da turma carioca.

## Cassetaem revista
O apoio do Planeta também seria essencial para o lançamento da revista Almanaque Casseta Popular, pela mesma editora do Planeta, Núcleo 3. À equipe original juntaram-se Emanoel Jacobina e o cantor, compositor e guitarrista Mu Chebabi, que viria a ter ampla atuação na banda Casseta & Planeta, conquistaria o status de "casseta" honorário. Roni Bala sairia depois de apenas uma edição. A revista, com sua primeira edição em 1986, apresentou os melhores artigos da fanzine e do tabloide, remontados com arte e diagramação aprimoradas, e um acervo crescente de artigos totalmente novos. Além do talento dos "cassetas", a revista contou com a participação de inúmeros colaboradores.
Um dos grandes destaques da Casseta eram as capas. Seguindo as linhas gerais do modelo consagrado da National Lampoon e da Hara-Kiri, a Casseta adotou um layout de capa destinado à semelhança com o das revistas "sérias", das quais só se distinguia pelos temas absurdos (algumas chamadas para artigos inexistentes: "Roberto Marinho larga tudo e vai morar em Trancoso", "Minha orelha não é mais virgem", "Maguila entrevista Mário Quintana").
As ilustrações de capa, que nos primeiros números apontavam para o ostensivo nonsense, gradualmente desviaram-se para a crítica política e comportamental, incluindo temas como um Papai Noel fumando maconha, militares das três Armas como camelôs e, no auge da campanha presidencial de 1989, Collor nu da cintura para baixo apresentado como "Caçador de Maracujás" (expressão que, mais tarde, Lula repetiria no debate eleitoral final daquela campanha).
Outra capa famosa retratava Macaco Tião, o "candidato" oficial da revista em parceria com O Planeta Diário.
O conteúdo, com poucas seções fixas (uma exceção notável era a seção de cartas, na qual os editores se divertiam "detonando" os leitores, à semelhança da tradição da Mad brasileira), era muito variado, incluindo paródias de grandes reportagens e cadernos culturais de jornais famosos, anúncios falsos, entrevistas, estudos pseudointelectuais e alguma autopromoção da equipe "casseteana". Em fins dos anos 1990 a revista tornou mais intensa a paródia dos modelos editoriais "sérios", em especial os da Veja e da Folha de S. Paulo.
Em meados dos anos 1980, apenas Cláudio Manoel e Bussunda trabalhavam apenas na Casseta, com Beto Silva na Price Waterhouse, Marcelo no BNDES e Hélio na Promon Engenharia. A viabilidade financeira da revista era prejudicada pela escassez de anunciantes e pela relativa irregularidade nas datas de lançamento. O crescimento da participação dos editores na televisão (primeiro como criadores na TV Pirata, depois à frente das câmeras) e na banda Casseta & Planeta também reduziu a atenção necessária à boa condução da revista.
Em 1992 a Casseta Popular funde seu conteúdo com O Planeta Diário, originando a  revista Casseta & Planeta.

## Toviassú
Em 1987 os "cassetas" fundaram a empresa Toviassú Produções Artísticas ("Toviassú" é um siglóide composto pelas sílabas iniciais da frase "Todo viado é surdo"). Sob o selo Toviassú foram publicadas as revistas Casseta Popular e Casseta & Planeta na maior parte de seus números, além de outros projetos editoriais (notadamente de quadrinhos) do grupo. Hubert e Reinaldo se juntaram à Toviassú quando foi consolidada a fusão com o Planeta Diário.

## Outros projetos
- Tiveram relativo sucesso as "camissetas", uma grande série de camisetas com estampas e dizeres absurdos, que eram anunciadas na revistas e vendidas sob encomenda postal. Na mesma linha foram lançadas as cuecas da Casseta.
- O "casseta" Marcelo Madureira, em parceria com o "planeta" Hubert, deu início à coluna de Agamenon Mendes Pedreira no jornal O Globo.
- Para angariar fundos, o quinteto, junto de Roni Bala e mais dois amigos, faziam em um bar de Botafogo o show 'Coro de Pica', um coro humorístico que também apresentava esquetes. Tal apresentação mais tarde levou a um espetáculo maior junto com a equipe do Planeta, que levaria à banda Casseta & Planeta.[2]
- Em 1º de março de 1989 é inaugurado o bar Casseta Shopping Show, em Botafogo, Rio de Janeiro.
- Em 1999 é inaugurada a loja de quadrinhos da Casseta no NiteroiShopping. Além das edições próprias da Toviassú, a loja oferecia variadíssimas HQs internacionais e as "camissetas".

## Curiosidades
- A tiragem da Casseta Popular que trazia na capa um Jesus Cristo crucificado drag queen foi devolvida pela distribuidora sob o argumento de que os jornaleiros se recusariam a vendê-la. A mesma edição voltaria às bancas com capa de tema diferente. Exemplares remanescentes com a capa "censurada" são disputados pelos colecionadores.
- As célebres "camissetas" eram estampadas e estocadas no mesmo prédio em que ficavam a sede da Toviassú e a redação da Casseta, na região central do Rio de Janeiro.
- Por certo período,Casseta Popular e Planeta Diário efetivamente adotaram o Macaco Tião, garantindo a manutenção do astro número 1 do Zoológico do Rio de Janeiro.
- Em 1989, no canto de uma das capas foi reproduzida uma razoável "falsificação" de um selo-pedágio. No entanto, em mais um caso de periodicidade irregular, aquela edição chegou às bancas tarde demais para que os leitores aventureiros pudessem usar o "selo-pedágio" no mês ao qual era destinado.
- Em reportagem de 1989 realizada na redação da Casseta Popular, a equipe da TVE (uma TV estatal) cuidou para não gravar inadvertidamente imagens das capas da revista que o então presidente Sarney pudesse achar inconvenientes.